# Croix-Fonsomme
Croix-Fonsomme è un comune francese di 230 abitanti situato nel dipartimento dell'Aisne della regione dell'Alta Francia.
Si è chiamata Croix-Fonsommes fino al 22 marzo 2011.

## Società

### Evoluzione demografica
Abitanti censiti